# Toremyia hamata
Toremyia hamata är en tvåvingeart som först beskrevs av Hull 1956.  Toremyia hamata ingår i släktet Toremyia och familjen rovflugor. Inga underarter finns listade i Catalogue of Life.